# Ophelia dannevigi
Ophelia dannevigi är en ringmaskart som beskrevs av Benham 1916. Ophelia dannevigi ingår i släktet Ophelia och familjen Opheliidae. Inga underarter finns listade i Catalogue of Life.